# Arquidiócesis de Foggia-Bovino
La arquidiócesis de Foggia-Bovino (en latín: Archidioecesis Fodiana-Bovinensis y en italiano: Arcidiocesi di Foggia-Bovino) es una circunscripción eclesiástica de la Iglesia católica en Italia. Se trata de una arquidiócesis latina, sede metropolitana de la provincia eclesiástica de Foggia-Bovino. Desde el 18 de noviembre de 2023 su arzobispo es Giorgio Ferretti.

## Territorio y organización

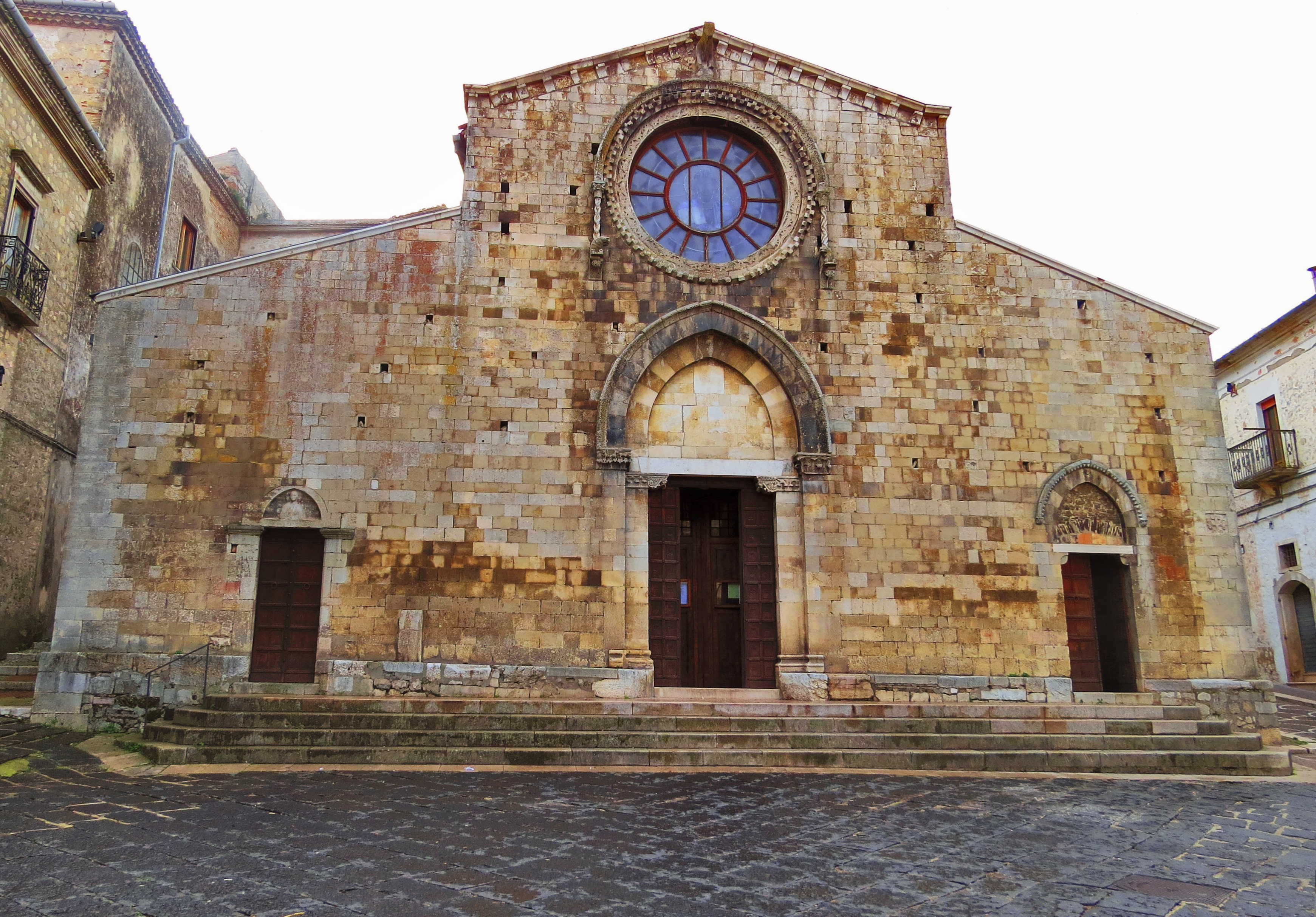
Concatedral basílica de la Asunción de María, en Bovino

La arquidiócesis tiene 1667 km² y extiende su jurisdicción sobre los fieles católicos de rito latino residentes en 9 comunas de la provincia de Foggia en la región de Apulia: Accadia, Bovino, Castelluccio dei Sauri, Deliceto, Foggia, Panni, Monteleone di Puglia, San Marco in Lamis y Sant'Agata di Puglia.

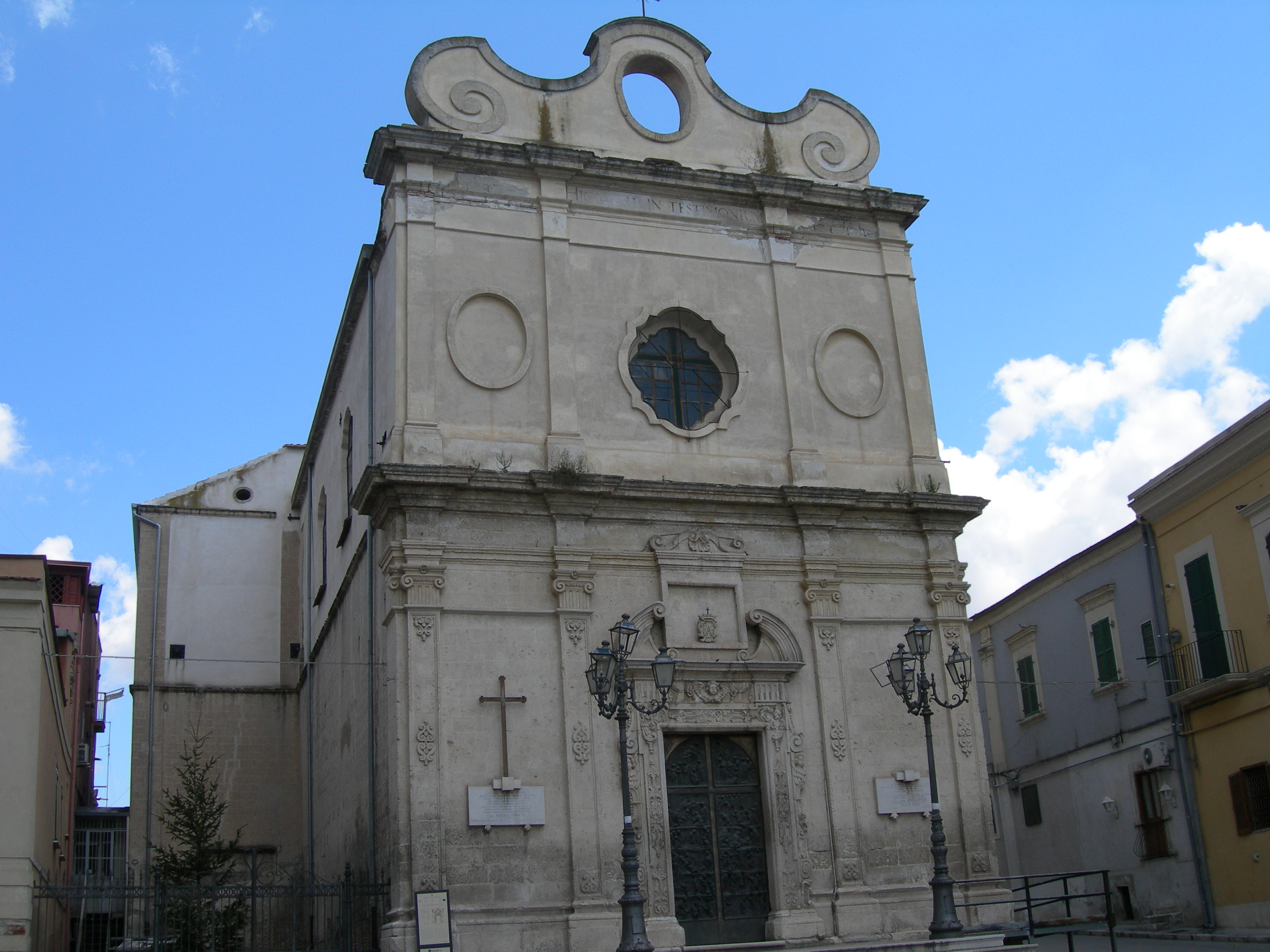
Basílica de San Juan Bautista, en Foggia

La sede de la arquidiócesis se encuentra en la ciudad de Foggia, en donde se halla la Catedral basílica de la Virgen María Asunta al Cielo y la basílica de San Juan Bautista. En Bovino se halla la Concatedral basílica de la Asunción de María. En Borgo Incoronata (una fracción de Foggia) se halla la basílica santuario de la Virgen Coronada.

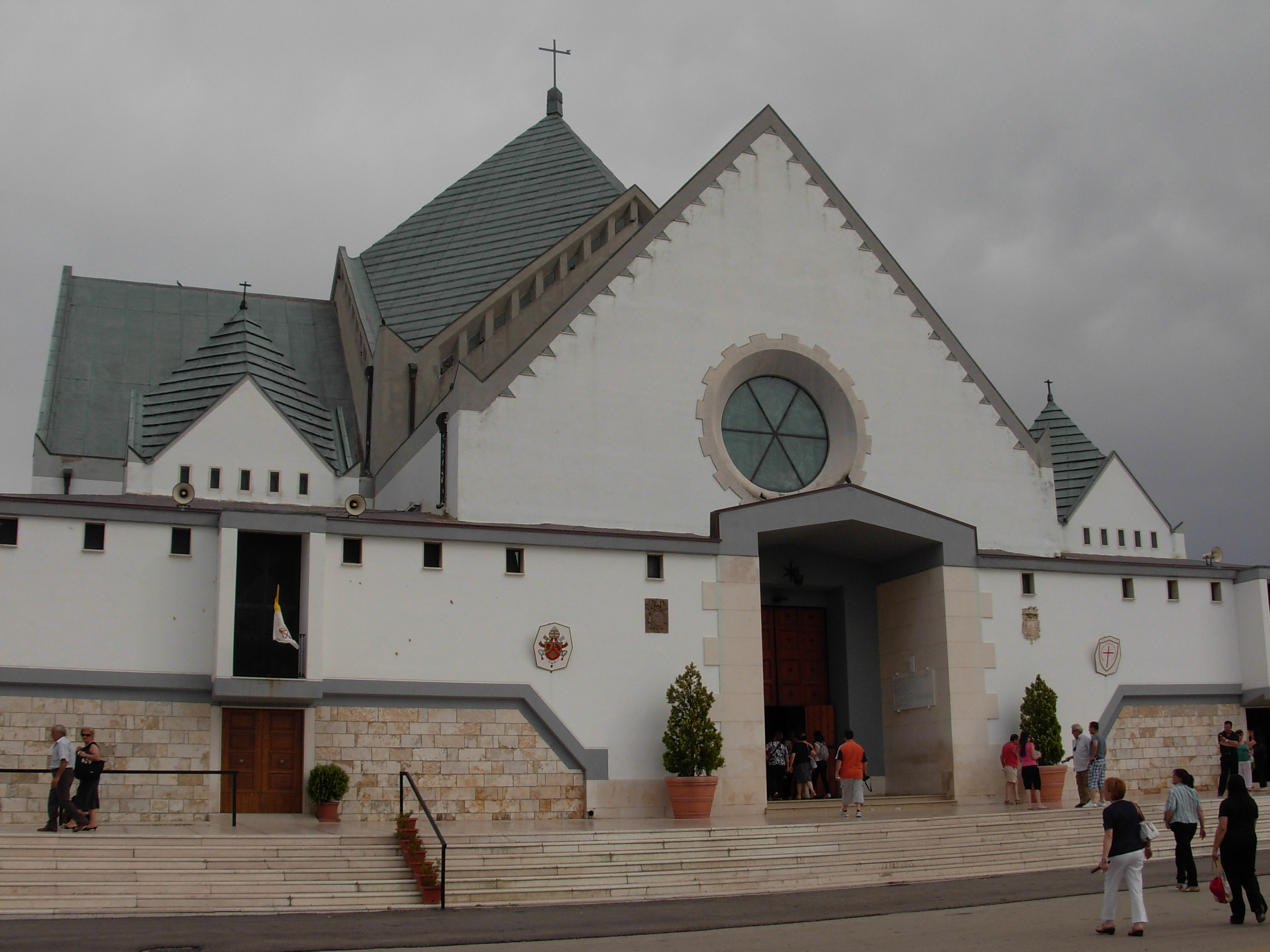
Basílica santuario de la Virgen Coronada, en Borgo Incoronata

En 2023 en la arquidiócesis existían 54 parroquias agrupadas en 6 vicariatos: Foggia Centro Storico, Foggia Nord, Foggia Sud, Foggia Zone Rurali, Bovino y San Marco in Lamis.

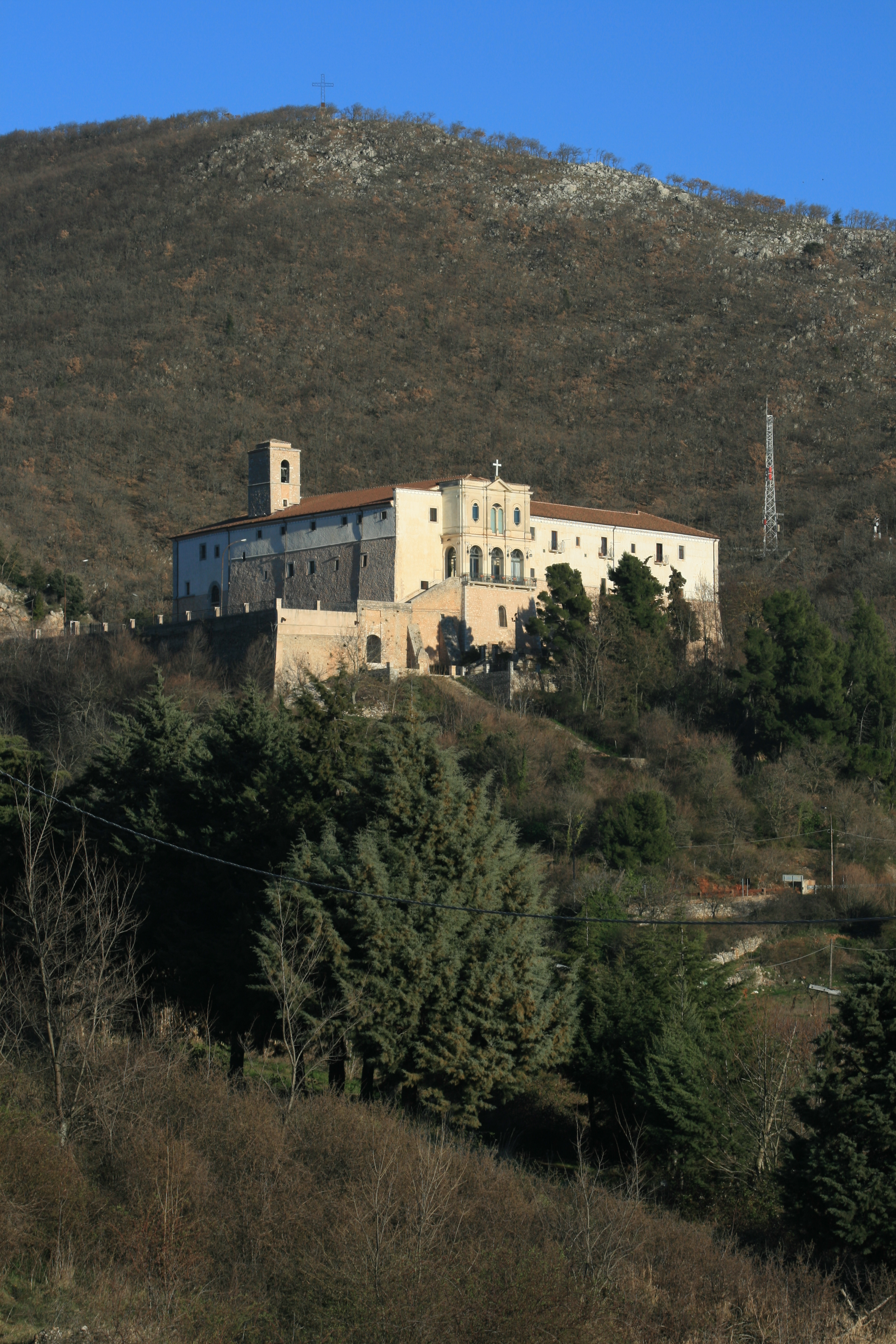
Santuario de San Mateo Apóstol, en San Marco in Lamis

La arquidiócesis tiene como sufragáneas a la arquidiócesis de Manfredonia-Vieste-San Giovanni Rotondo y a las diócesis de: Ceriñola-Ascoli Satriano, Lucera-Troia y San Severo.

## Historia
La actual arquidiócesis nació en 1986 de la unión de dos sedes episcopales anteriores: Bovino, atestiguada desde el siglo X, y Foggia, erigida el 25 de junio de 1855.

### Bovino
El origen de la diócesis de Bovino es incierto y poco documentado. Una bula emitida en el año 893 por el papa Formoso asignó las iglesias de Bovino, Ascoli Satriano y Siponto a la jurisdicción de los obispos de Benevento, una indicación de que esas antiguas sedes episcopales habían sido suprimidas en la época lombarda y unidas a la sede de Benevento.
Algunos autores han atribuido a la sede bovina los obispos de los siglos V y VII, Giovanni y Papinio, que la crítica histórica moderna sin embargo asigna a la diócesis de Vibona en Calabria. El primer obispo históricamente atribuible a Bovino es Giovanni, mencionado en un diploma del arzobispo Landolfo de 971. En esa época la región había sido reconquistada por los bizantinos, que habían restituido la diócesis de Bovino, que desde ese momento quedó asignada como sufragánea de la provincia eclesiástica de la arquidiócesis de Benevento.
La existencia del priorato benedictino de San Pietro di Olivola, en el territorio de Sant'Agata di Puglia, dependiente de la abadía de Cava de' Tirreni, está documentada desde el siglo XI, del que hoy sólo quedan ruinas.
A finales del siglo XII el obispo Roberto I mandó construir la iglesia en honor a san Marcos, obispo de Eca, patrono de la ciudad. Durante el episcopado de Pietro I se erigió la catedral de Bovino, consagrada en 1231, que incorporó la iglesia de San Marcos, hoy conocida con el nombre popular de "capilla de San Marcos".
En el siglo XVI el obispo Ferdinando D'Anna (1541-1565) hizo renovar la catedral y, como teólogo del papa Pío IV, participó en el Concilio de Trento, en donde se distinguió por su contribución a la codificación de los decretos conciliares. Su sucesor, Giovanni Domenico D'Anna (1565-1578), hermano de Ferdinando, permaneció alejado de la diócesis durante mucho tiempo a causa de graves acusaciones de simonía, que le valieron también una condena que tuvo que cumplir en las cárceles del Castillo de Sant'Angelo en Roma.
Sólo con Angelo Giustiniani (1578-1600) se inició el proceso de reforma de la diócesis y de aplicación de los decretos tridentinos. De hecho, a Giustiniani se deben las primeras visitas a las parroquias y la celebración de los sínodos diocesanos. Su sucesor Paolo Tolosa (1601-1615), aunque permaneció ausente de la diócesis porque fue nombrado nuncio apostólico ante Carlos Manuel I de Saboya continuó la obra reformadora de Giustiniani. Durante su episcopado, de hecho, se fundó en Bovino el colegio de los jesuitas, se confió a los hospitalarios la gestión del antiguo hospital y se hizo un primer intento de establecer el seminario diocesano, que sin embargo no tuvo éxito debido a la falta de fondos necesarios para su mantenimiento. El seminario siguió siendo uno de los problemas más urgentes para la diócesis de Bovino, pero fue pospuesto durante mucho tiempo.
En 1685 Angelo Cerasi fue nombrado obispo y gobernó la diócesis durante cuarenta y tres años hasta 1728; realizó innumerables visitas pastorales y creó el archivo diocesano. Este obispo es el responsable de la redacción, en 1694, de una lista donde se enumeraban todos los bienes de la mensa episcopal con los ingresos relativos.
El siglo XVIII estuvo marcado por el episcopado del franciscano Antonio Lucci (1729-1752), beatificado por el papa Juan Pablo II en 1989. Otro proceso de beatificación se abrió, después de su muerte, para el obispo capuchino Nicola Molinari (1783-1792).
En 1860 el obispo Giovanni Montuoro, acusado de haber incitado una revuelta popular, se vio obligado a huir y refugiarse en Roma hasta su muerte (1862). La diócesis permaneció vacante hasta 1871.
En diciembre de 1974 Giuseppe Lenotti, ya obispo de Foggia, fue nombrado también obispo de Bovino, uniendo así las dos diócesis in persona episcopi, estatus mantenido también con el posterior obispo Salvatore De Giorgi.
El 15 de noviembre de 1977, según el decreto Quo aptius de la Congregación para los Obispos, Bovino cedió la comuna de Montaguto a la diócesis de Ariano Irpino, de la que adquirió a cambio el de Monteleone di Puglia. Después de estos cambios, el territorio de la diócesis de Bovino, en vísperas de la "plena unión" con Foggia, incluía 14 parroquias en las comunas de Bovino (5), Accadia, Castelluccio dei Sauri, Deliceto (2), Monteleone di Puglia, Panni y Sant'Agata di Puglia (3).

### Foggia
Originalmente Foggia estaba incluida en la diócesis de Troia: destruida por el terremoto de 1731, la ciudad fue reconstruida y conoció un notable desarrollo económico y demográfico, hasta que en 1806 José Bonaparte la convirtió en capital de Capitanata.
El 23 de septiembre de 1806 el papa Pío VII erigió la iglesia de la Asunción de Foggia (donde se conservaba la imagen del Iconavetere) en basílica menor y el 2 de diciembre de 1808 concedió a los canónigos que allí oficiaban el privilegio de vestir el hábito prelaticio.
A petición de los ciudadanos de Foggia, apoyados por el obispo de Troia Antonio Monforte y por el rey Fernando II de las Dos Sicilias, el 25 de junio de 1855 el papa Pío IX, mediante la bula Ex hoc Summi Pontificis, erigió Foggia en diócesis inmediatamente sujeta a la Santa Sede: la jurisdicción del obispo se extendía sobre el territorio de la ciudad de Foggia y sobre el de la exabadía nullius de San Marco in Lamis, en ese momento sujeta a la arquidiócesis de Manfredonia.
«En el momento de su institución, la diócesis contaba con aproximadamente 50 000 habitantes con 8 parroquias, de las cuales 5 estaban en Foggia (catedral, San Francesco Saverio, San Tommaso, San Michele Arcangelo, San Giovanni Battista) y 3 en San Marco in Lamis (colegiata, Sant'Antonio Abate, San Bernardino).» El primer obispo de Foggia fue Bernardino Maria Frascolla (1856-1869); fue acusado de ser la causa "del desorden y la anarquía" que reinaba en la ciudad en el período post-unificación, y por este motivo fue condenado al exilio en Como. Fue absuelto de este cargo en 1866.
La primera mitad del siglo XX estuvo marcada por el episcopado de Fortunato Maria Farina (1924-1954), cuya causa de beatificación está en curso: «hombre de vida santa, cuidó la formación del clero y de los seminaristas, afrontó con valentía los problemas derivados de la creciente expansión de la ciudad y de la nueva situación política y social».
De 1924 a 1951 y de 1954 a 1955, con los obispos Farina y Amici, la sede de Foggia estuvo unida in persona episcopi con la diócesis de Troia. El 29 de septiembre de 1933 pasó a formar parte de la región eclesiástica de Benevento mediante el decreto Iam pridem de la Congregación Consistorial.
El 30 de abril de 1979, el papa Juan Pablo II, mediante la bula Sacrorum Antistites, en aplicación de las normas establecidas por el Concilio Vaticano II sobre las circunscripciones eclesiásticas, elevó Foggia al rango de arquidiócesis metropolitana y reunió todas las diócesis de Capitanata en su nueva provincia eclesiástica.
En vísperas de la unión con Bovino en 1986, la diócesis de Foggia incluía 40 parroquias en las comunas de Foggia (33) y San Marco in Lamis (7).

### Foggia-Bovino
El 14 de diciembre de 1974, Giuseppe Lenotti, ya obispo de Foggia, fue nombrado también obispo de Bovino y Troia, uniéndose así in persona episcopi las tres sedes.
El 30 de septiembre de 1986, mediante el decreto Instantibus votis de la Congregación para los Obispos, las dos diócesis de Foggia y Bovino se unieron mediante la fórmula plena unione y el nuevo distrito eclesiástico asumió el nombre actual. Al mismo tiempo, terminó la unión in persona episcopi con la diócesis de Troia.
En mayo de 1987 la arquidiócesis recibió la visita pastoral del papa Juan Pablo II.
En 1994 la parte de la comuna de San Marco in Lamis que pertenecía a la diócesis de San Severo, que incluía el santuario de Santa Maria di Stignano, fue anexada a la arquidiócesis mediante el decreto Quo aptius de la Congregación para los Obispos.
En 1999 el arzobispo Giuseppe Casale instituyó el museo diocesano de Bovino para promover el interés por el arte y evitar el despilfarro del considerable patrimonio cultural de la antigua diócesis de Bovino. El santuario de San Mateo Apóstol en San Marco in Lamis alberga el museo de historia, liturgia y arte, inaugurado en 1979, y la rica biblioteca del antiguo monasterio.

## Estadísticas
Según el Anuario Pontificio 2024 la arquidiócesis tenía a fines de 2023 un total de 205 700 fieles bautizados.
| Año                                                                             | Población            | Población | Población      | Sacerdotes | Sacerdotes    | Sacerdotes    | Bautizados por sacerdote | Diáconos permanentes | Religiosos | Religiosos | Parroquias |
| Año                                                                             | Bautizados católicos | Total     | % de católicos | Total      | Clero secular | Clero regular | Bautizados por sacerdote | Diáconos permanentes | Varones    | Mujeres    | Parroquias |
| ------------------------------------------------------------------------------- | -------------------- | --------- | -------------- | ---------- | ------------- | ------------- | ------------------------ | -------------------- | ---------- | ---------- | ---------- |
| Diócesis de Foggia                                                              |                      |           |                |            |               |               |                          |                      |            |            |            |
| 1949                                                                            | 100 000              | 115 000   | 87.0           | 105        | 65            | 40            | 952                      |                      | 74         | 137        | 18         |
| 1969                                                                            | 153 346              | 156 165   | 98.2           | 110        | 61            | 49            | 1394                     |                      | 69         | 354        | 32         |
| 1980                                                                            | 167 600              | 172 600   | 97.1           | 168        | 77            | 91            | 997                      |                      | 127        | 325        | 38         |
| Diócesis de Bovino                                                              |                      |           |                |            |               |               |                          |                      |            |            |            |
| 1950                                                                            | 37 400               | 37 477    | 99.8           | 32         | 24            | 8             | 1168                     |                      | 5          | 40         | 12         |
| 1959                                                                            | 37 365               | 37 369    | 100.0          | 34         | 24            | 10            | 1098                     |                      | 8          | 30         | 12         |
| 1970                                                                            | 35 200               | 35 242    | 99.9           | 32         | 23            | 9             | 1100                     |                      | 9          | 28         | 14         |
| 1980                                                                            | 23 500               | 23 810    | 98.7           | 26         | 20            | 6             | 903                      |                      | 6          | 30         | 13         |
| Arquidiócesis de Foggia-Bovino                                                  |                      |           |                |            |               |               |                          |                      |            |            |            |
| 1990                                                                            | 205 000              | 208 365   | 98.4           | 184        | 100           | 84            | 1114                     | 1                    | 95         | 302        | 54         |
| 1999                                                                            | 186 145              | 188 290   | 98.9           | 172        | 82            | 90            | 1082                     | 7                    | 97         | 252        | 55         |
| 2000                                                                            | 185 549              | 187 649   | 98.9           | 165        | 85            | 80            | 1124                     | 7                    | 87         | 250        | 55         |
| 2001                                                                            | 185 420              | 187 338   | 99.0           | 163        | 86            | 77            | 1137                     | 9                    | 84         | 244        | 55         |
| 2002                                                                            | 210 000              | 212 508   | 98.8           | 160        | 86            | 74            | 1312                     | 9                    | 84         | 230        | 55         |
| 2003                                                                            | 217 000              | 219 750   | 98.7           | 163        | 88            | 75            | 1331                     | 10                   | 85         | 228        | 56         |
| 2004                                                                            | 217 000              | 219 200   | 99.0           | 164        | 89            | 75            | 1323                     | 10                   | 85         | 224        | 55         |
| 2006                                                                            | 217 100              | 218 300   | 99.5           | 162        | 90            | 72            | 1340                     | 9                    | 79         | 214        | 55         |
| 2013                                                                            | 212 000              | 215 000   | 98.6           | 154        | 89            | 65            | 1376                     | 10                   | 71         | 149        | 55         |
| 2016                                                                            | 211 800              | 212 470   | 99.7           | 146        | 84            | 62            | 1450                     | 10                   | 65         | 129        | 54         |
| 2019                                                                            | 210 700              | 210 895   | 99.9           | 114        | 77            | 37            | 1848                     | 13                   | 44         | 124        | 54         |
| 2021                                                                            | 208 200              | 208 400   | 99.9           | 103        | 73            | 30            | 2021                     | 13                   | 32         | 108        | 54         |
| 2023                                                                            | 205 700              | 205 900   | 99.9           | 133        | 68            | 65            | 1546                     | 14                   | 70         | 114        | 54         |
| Fuente: Catholic-Hierarchy, que a su vez toma los datos del Anuario Pontificio. |                      |           |                |            |               |               |                          |                      |            |            |            |

## Episcopologio

### Obispos de Bovino
- Giovanni † (mencionado en 971)
- Odo † (mencionado en 1061)[16]
- Ugo † (antes de 1092-después de 1099)[16]
- Giso I † (antes de 1118-después de 1120)[16]
- Alessandro I † (antes de 1131-después de 1137)[16]
- Pandolfo † (antes de 1175-después de 1179)[17]
- Giso II † (antes de 1182-después de 1184)[17]
- Roberto I † (antes de 1190-1215 falleció)
- Guglielmo? † (1215-1220 falleció)[nota 1]
- Anónimo † (mencionado en 1219 y en 1221)[17]
- Pietro I † (antes de 1223-después de 1235)[17]
- Matteo I † (1238-1240 falleció)
- Manerio I † (1241-1244 falleció)[17]
- Giovanni † (mencionado en 1250 circa)[17]
- Enrico? † (1269-1285 falleció)[nota 2]
  - Roberto II † (mencionado como "obispo electo" antes de 1272)[17]
- Manerio II † (mencionado en 1289)[17]
- Pietro II † (mencionado en 1298)[17]
- Riccardo † (mencionado en 1299)[17]
- Alessandro II † (1304-1309 falleció)
- Giacomo † (1309-1328 falleció)
- Rostagno † (1328-1329 falleció)
- Ruggero, O.F.M. † (1 de mayo de 1329-1340 falleció)
- Matteo II † (1340?-?)
- Giovanni † (?-? falleció)
- Guglielmo de Cabilone, O.P. † (8 de marzo de 1346-? falleció)
- Nicola, O.S.B.Coel. † (19 de junio de 1349-1354 falleció)
- Pietro d'Argentino, O.E.S.A. † (12 de febrero de 1354-? falleció)
- Domenico de Sassinoro † (31 de enero de 1371-? falleció)
- Bartolomeo Sparella, O.F.M. † (3 de septiembre de 1371-?)
- Pietro Auletta, O.P. † (1381-?)
- Giovanni † (?-1386 falleció)
- Bernardo Ferrari † (2 de septiembre de 1386-?)
- Antonio, O.F.M. † (8 de marzo de 1397-1403 nombrado obispo de Tortiboli)
- Bartolomeo de Porta, O.E.S.A. † (24 de agosto de 1403-? falleció)
- Pietro Auletta, O.P. † (15 de abril de 1407-1425 falleció) (por segunda vez)
- Bartolomeo de Sperella, O.F.M. † (31 de agosto de 1425-1427 falleció) (por segunda vez)
- Pietro degli Scaleri † (28 de julio de 1427-18 de marzo de 1463 falleció)
- Natulo Lombardi † (18 de abril de 1463-1477 falleció)
- Giovanni Candida † (2 de marzo de 1477-? falleció)
- Giovanni Battista Gagliardi † (10 de mayo de 1499-1510 falleció)
- Giovanni de' Capellani † (19 de marzo de 1513-1529 falleció)
  - Benedetto Accolti † (24 de enero de 1530-15 de abril de 1535 renunció) (administrador apostólico)
  - Esteban Gabriel Merino † (15 de abril de 1535-28 de julio de 1535 falleció) (administrador apostólico)
- Alfonso Oliva, O.E.S.A. † (20 de agosto de 1535-13 de mayo de 1541 nombrado arzobispo de Amalfi)
- Ferdinando D'Anna † (13 de mayo de 1541-1565 falleció)
- Giovanni Domenico D'Anna † (1565 por sucesión-1578 falleció)
- Angelo Giustiniani † (14 de mayo de 1578-26 de agosto de 1600 falleció)
- Paolo Tolosa, C.R. † (30 de abril de 1601-16 de diciembre de 1615 nombrado arzobispo de Chieti)
- Giovanni Antonio Galderisi † (11 de enero de 1616-1658 falleció)
- Vincenzo Roviglioni † (3 de junio de 1658-14 de septiembre de 1669 falleció)
- Francesco Antonio Curzio † (30 de junio de 1670-agosto de 1672 falleció)
- Giuseppe di Giacomo † (27 de febrero de 1673-21 de marzo de 1684 falleció)
- Angelo Cerasi † (5 de febrero de 1685-11 de diciembre de 1728 falleció)
- Beato Antonio Lucci, O.F.M. † (7 de febrero de 1729-25 de julio de 1752 falleció)
- Tommaso Pacelli † (27 de noviembre de 1752-4 de octubre de 1780 falleció)
  - Sede vacante (1780-1783)
- Nicola Molinari, O.F.M.Cap. † (15 de diciembre de 1783-18 de enero de 1792 falleció)
  - Sede vacante (1792-1798)
- Vincenzo Maria Parruco Tries, O.P. † (29 de enero de 1798-8 de agosto de 1798 falleció)
  - Sede vacante (1798-1818)
- Paolo Garzilli † (2 de octubre de 1818-2 de julio de 1832 nombrado obispo de Sessa Aurunca)
- Francesco Iovinelli, C.M. † (29 de julio de 1833-8 de noviembre de 1836 falleció)
- Francesco Saverio Farace † (2 de octubre de 1837-10 de mayo de 1851 falleció)
- Filippo Gallo, C.M. † (18 de marzo de 1852-9 de marzo de 1858[nota 3])
- Giovanni Montuoro † (20 de junio de 1859-24 de marzo de 1862 falleció)
  - Sede vacante (1862-1871)
- Alessandro Cantoli, O.F.M. † (22 de diciembre de 1871-16 de octubre de 1884 falleció)
- Salvatore Maria Bressi, O.F.M.Cap. † (10 de noviembre de 1884-23 de mayo de 1887 nombrado arzobispo de Otranto)
- Michele de Jorio † (25 de noviembre de 1887-4 de febrero de 1898 nombrado obispo de Castellammare di Stabia)
- Giuseppe Padula † (24 de marzo de 1898-2 de agosto de 1908 nombrado obispo de Avellino)
- Uberto Maria Fiodo † (9 de diciembre de 1910-28 de abril de 1922 nombrado obispo de Castellammare di Stabia)
- Cornelio Sebastiano Cuccarollo, O.F.M.Cap. † (27 de marzo de 1923-24 de octubre de 1930 nombrado arzobispo de Otranto)
  - Sede vacante (1930-1937)
- Innocenzo Alfredo Russo, O.F.M. † (13 de marzo de 1937-9 de diciembre de 1959 renunció[nota 4])
- Renato Luisi † (17 de diciembre de 1959-30 de junio de 1963 nombrado obispo de Nicastro)
  - Sede vacante (1963-1974)
- Giuseppe Lenotti † (14 de diciembre de 1974-28 de enero de 1981 falleció)
- Salvatore De Giorgi (4 de abril de 1981-30 de septiembre de 1986 nombrado arzobispo de Foggia-Bovino)

### Obispos y arzobispos de Foggia
- Bernardino Maria Frascolla † (16 de junio de 1856-30 de diciembre de 1869 falleció)
- Geremia Cosenza, O.F.M. † (23 de febrero de 1872-15 de marzo de 1882 falleció)
- Domenico Marinangeli † (27 de marzo de 1882-16 de enero de 1893 nombrado arzobispo de Trani)
- Carlo Mola, C.O. † (12 de junio de 1893-29 de abril de 1909 renunció)[nota 5]
- Salvatore Bella † (29 de abril de 1909-17 de diciembre de 1920 nombrado obispo de Acireale)
- Pietro Pomares y de Morant † (27 de agosto de 1921-16 de octubre de 1924 nombrado arzobispo de Bari)
- Fortunato Maria Farina † (18 de diciembre de 1924-1 de febrero de 1954 renunció[nota 6])
- Giuseppe Amici † (1 de febrero de 1954 por sucesión-1 de febrero de 1955 nombrado obispo de Cesena)
- Paolo Carta † (9 de marzo de 1955-22 de marzo de 1962 nombrado arzobispo de Sassari)
- Giuseppe Lenotti † (18 de abril de 1962-28 de enero de 1981 falleció)
- Salvatore De Giorgi (4 de abril de 1981-30 de septiembre de 1986 nombrado arzobispo de Foggia-Bovino)

### Arzobispos de Foggia-Bovino
- Salvatore De Giorgi (30 de septiembre de 1986-10 de octubre de 1987 nombrado arzobispo de Tarento)
- Giuseppe Casale † (7 de mayo de 1988-27 de mayo de 1999 retirado)
- Domenico Umberto D'Ambrosio (27 de mayo de 1999-8 de marzo de 2003 nombrado arzobispo de Manfredonia-Vieste-San Giovanni Rotondo)
- Francesco Pio Tamburrino, O.S.B. (2 de agosto de 2003-11 de octubre de 2014 retirado)
- Vincenzo Pelvi (11 de octubre de 2014-18 de noviembre de 2023 retirado)
- Giorgio Ferretti, desde el 18 de noviembre de 2023

### Para la sede de Bovino
- (en latín) Ferdinando Ughelli, Italia sacra, vol. VIII, segunda edición, Venecia, 1721, col. 249-270
- (en italiano) Francesco Lanzoni, Le diocesi d'Italia dalle origini al principio del secolo VII (an. 604), vol. I, Faenza, 1927, p. 304
- (en italiano) Giuseppe Cappelletti, Le chiese d'Italia dalla loro origine sino ai nostri giorni, Venecia, 1864, vol. XIX, pp. 203-221
- (en italiano) Vincenzio d'Avino, Cenni storici sulle chiese arcivescovili, vescovili e prelatizie (nullius) del Regno delle Due Sicilie, Nápoles, 1848, pp. 79-93
- (en alemán) Hans-Walter Klewitz, Zur geschichte der bistumsorganisation Campaniens und Apuliens im 10. und 11. Jahrhundert, en Quellen und Forschungen aus italienischen archiven und bibliotheken, XXIV (1932-33), pp. 46-47
- (en latín) Paul Fridolin Kehr, Italia Pontificia, vol. IX, Berlín, 1962, pp. 141-142
- (en alemán) Norbert Kamp, Kirche und Monarchie im staufischen Königreich Sizilien. Prosopographische Grundlegung. Bistümer und Bischöfe des Königreichs 1194-1266. 1. Abruzzen und Kampanien, Múnich, 1973, pp. 244-248
- (en latín) Pius Bonifacius Gams, Series episcoporum Ecclesiae Catholicae, Graz, 1957, pp. 861-862
- (en latín) Konrad Eubel, Hierarchia Catholica Medii Aevi, vol. 1, p. 139; vol. 2, p. 107; vol. 3, pp. 135-136; vol. 4, p. 120; vol. 5, p. 125; vol. 6, p. 129
- (en inglés) Ficha de la diócesis de Bovino en www.catholic-hierarchy.org
- (en inglés) Ficha de la diócesis de Bovino en www.gcatholic.org